# Elachorbis diaphana
Elachorbis diaphana là một loài ốc biển nhỏ trong họ Turbinidae. Loài này chỉ được biết đến hiện diện ở khu vực eo biển Foveaux, New Zealand.